# Luneur Park
Il Luneur Park, noto fino al 2008 come LunEur, è un luna park di Roma sito nel quartiere Europa e gestito dall'omonima Luneur Park S.p.A., società controllata da Network Holding.
Inaugurato come installazione provvisoria nel 1953 e reso definitivo in occasioni delle Olimpiadi del 1960, è considerato il più antico luna park d'Italia nonché tra i più antichi d'Europa.

## Storia
Il primo nucleo del luna park nacque nel 1953 su iniziativa dell'Ente Autonomo Esposizione Universale di Roma in occasione della Fiera Internazionale dell'Agricoltura; tra i giostrai che contribuirono all'iniziativa vi furono Adalberto Mirabito, Antonio Frezzato oltre che Gino Guglielmi e Ornella Preziotti (nonni dell'attrice Virginia Raffaele). Grazie al successo dell'iniziativa, l'ente assegnò in concessione l'area per rendere il luna park permanente dopo i Giochi della XVII Olimpiade del 1960.
Nel dicembre del 2007 la EUR, proprietaria del terreno sul quale sorge il parco, bandisce una procedura di gara per individuare un soggetto in grado di ristrutturare, valorizzare e rilanciare l'attività, con attrazioni e standard di livello internazionale. Vincitore del bando nel febbraio del 2008 è Cinecittà Entertainment, che attraverso la nuova società Luneur Park ne detiene l'esclusiva gestione. Il parco viene chiuso il 19 aprile 2008 per l'inizio dei lavori di ammodernamento e restauro.
I lavori iniziano solo nel gennaio del 2016, perché la vecchia gestione del parco, la Luppro, ha impedito alla Luneur Park di iniziare prima i lavori. Il parco viene riaperto il 27 ottobre 2016, con il nuovo nome di "Luneur Park", centrato su un pubblico di bambini da 0-12 anni. Il parco riscuote grande successo nei giorni dell'inaugurazione. Il 27 dicembre 2016 la ruota panoramica, simbolo del parco, torna in funzione. Nel parco sono presenti 25 attrazioni tra giostre, giochi, percorsi, laboratori e un cinema. Per l'apertura del Luneur Park sono stati investiti circa 21 milioni di euro. La mascotte del Luneur Park è Luna, una civetta stilizzata.

## Caratteristiche
Il parco divertimenti si estende su 68 chilometri quadrati compresi tra viale della Pittura, viale dell'Industria, viale dell'Artigianato e via delle Tre Fontane, adiacente al parco degli Eucalipti e al palazzo dei Ricevimenti e dei Congressi.

## Nella cultura di massa
Nel corso degli anni il Luneur è apparso in alcuni film tra cui La cicala (1980) di Alberto Lattuada, in cui appaiono le mani della bocca del drago, e Innamorato pazzo (1981) di Castellano e Pipolo, in cui appaiono la nave pirata e il matterhorn.
L'attrice Virginia Raffaele, i cui nonni furono tra i fondatori del luna park, ha ricordato in più occasioni l'infanzia trascorsa al Luneur, a cui ha dedicato lo spettacolo teatrale Samusà, nel quale porta in scena proprio la sua infanzia e la sua adolescenza vissute tra lo stand del Tiro al Cinzano e il banco dei pesci rossi, gestiti dai suoi genitori.
Nel 2012, prima dell'inizio dei lavori di ammodernamento, sono state girate all'interno del parco alcune scene del cortometraggio fantascientifico Un mondo meglio che niente, che ha poi ottenuto una menzione speciale della giuria alla 30ª edizione del Torino Film Festival.